# 太陽 (槇原敬之のアルバム)
『太陽』（たいよう）は、槇原敬之の通算10枚目のスタジオ・アルバム。2000年11月29日発売。発売元はワーナーミュージック・ジャパン。

## 解説
前年の活動自粛復帰後初アルバム。デビュー10周年記念作品。当初復帰作シングルを発売予定であったが槇原の希望によりアルバムから再出発。当初槇原はタイトルを『彗星』と考えていたが友人の助言から『太陽』になった。2000年10月17日朝日新聞朝刊全面広告にてアルバム発売の告知と、槇原直筆のメッセージ『あの時以来、僕に付いていたムダなものは全て落ちてしまいました。そして、自分の心の中にある「大切なもの」を集めて、このアルバムをつくりました。』が掲載された。
初回生産分は三方背BOX仕様。
2003年3月12日『Home Sweet Home』と共にDVDオーディオ盤発売｡その際全リミックス｡
2012年11月14日、槇原監修の上、24bitデジタルリマスターされ再発（ワーナーミュージック・ジャパン所属時オリジナル作全て同時発売）。

## 収録曲
作詞・作曲・編曲：槇原敬之
1. 彗星 (5'24")
2. キミノイイトコロ (5'02")
3. PLEASURE (5'26")
4. 濡れひよこ (5'02")
5. I ask. (4'27")
6. WILD RABBITS (4'16")
7. 迷わない羊 (4'44")
8. Going Home (5'38")
9. SIMPLIFY (4'59")
10. 太陽 (6'38")
11. Ordinary Days (5'26")

## 演奏
- 槇原敬之：Vocals, Keyboards & Programming
- 小倉博和
  - Acoustic Guitar (#1.10 R-side)
  - Electric Guitar (#5.7.8)
  - Synthesizer Guitar (#5)
  - Mandolin (#10 R-side)
- 毛利泰士
  - Synthesizer & Rhythm Treatment
  - Cymbal (#1.3.10.11)
  - Hi-Hat (#2)
  - Tom Toms (#5)
  - Wow Guitar (#6)
  - Whistle (#8)
- 佐橋佳幸
  - Acoustic Guitar (#2.10 L-side.11)
  - Electric Guitar (#2.3.11)
  - Mandolin (#10 L-side)
  - Bouzouki, Pedal Steel (#11)
- 大越王夫：A Drenched Chick (#4)
- 近藤久美子：Violin (#8.11)

## 関連作品
PLEASURE
- 23rdシングル『桃』
- 28thシングル『Wow』
- ライブアルバム・DVD『SYMPHONY ORCHESTRA "cELEBRATION"』

I ask.
- ライブアルバム・DVD『THE CONCERT CONCERT TOUR 2002 〜Home Sweet Home〜』
- ライブアルバム・DVD『SYMPHONY ORCHESTRA "cELEBRATION"』
- ライブアルバム・DVD『SYMPHONY ORCHESTRA CONCERT "cELEBRATION 2005" 〜Heart Beat〜』

SIMPLIFY
- ライブアルバム・DVD『SYMPHONY ORCHESTRA "cELEBRATION"』

太陽
- ベスト盤『槇原敬之 Song Book "since 1997〜2001"』
- ライブアルバム・DVD『THE CONCERT CONCERT TOUR 2002 〜Home Sweet Home〜』
- ライブアルバム・DVD『SYMPHONY ORCHESTRA "cELEBRATION"』